# Bergs socken, Jämtland
Bergs socken ligger i Jämtland, ingår sedan 1971 i Bergs kommun och motsvarar från 2016 Bergs distrikt.
Socknens areal är 805,80 kvadratkilometer, varav 747,50 land. År 2000 fanns här 2 543 invånare. Tätorten Svenstavik samt tätorten och kyrkbyn Hoverberg med sockenkyrkan Bergs kyrka ligger i socknen. 

## Administrativ historik
Bergs socken har medeltida ursprung ursprungligen i Norge och från 1645 efter freden i Brömsebro i Sverige. Ur socknen har Rätans socken och Klövsjö socken utbrutits på 1500-talet och Åsarne socken utbrutits (1764 Åsarne församling och 1888 Åsarne landskommun). 
Vid kommunreformen 1862 överfördes ansvaret för de kyrkliga frågorna till Bergs församling och för de borgerliga frågorna till Bergs landskommun. Landskommunen ombildades 1971 till Bergs kommun.
1 januari 2016 inrättades distriktet Berg, med samma omfattning som församlingen hade 1999/2000.
Socknen har tillhört fögderier, tingslag och domsagor enligt vad som beskrivs i artikeln Jämtland. De indelta soldaterna tillhörde Jämtlands fältjägarregemente och Jämtlands hästjägarkår.

## Geografi
Bergs socken ligger söder om Storsjön omfattande Eltnäset med det framträdande Hoverberget med Hoverbergsgrottan. Socknen har i öster vidsträckta våtmarker och många sjöar och i väster skogsbygd.
Genom socknen går dels europaväg 45, dels länsväg 321. 

## Fornlämningar
Man har funnit lämningar från stenåldern vid stränderna. På cirka 50 platser har man funnit rester av så kallad lågteknisk järnframställning. I församlingen finns cirka 65 fångstgropar samt omkring 10 ödegårdar från medeltiden.

## Namnet
Namnet (1344 Bergh) kommer från kyrkbyn. Namnet, berg syftar på Hoverberget.